# Evann Guessand
Evann Guessand, né le 1er juillet 2001 à Ajaccio (Corse-du-Sud) en France, est un footballeur international ivoirien qui évolue au poste d'avant-centre à Aston Villa.

## Biographie

### Carrière en club
Né à Ajaccio en France, Evann Guessand grandit à Marseille, évoluant à l’ASPTT Marseille à partir de l'âge de sept ans,, avant de rejoindre l'OGC Nice, où il effectue toute sa formation. Il fait sa première apparition en équipe première le 5 janvier 2020 à l'occasion d'une rencontre de Coupe de France face à Fréjus Saint-Raphaël. Il entre en jeu à la place de Myziane Maolida et son équipe s'impose par deux buts à zéro. 
Il signe son premier contrat professionnel à l'été 2020 et joue son premier match en Ligue 1 le 23 août 2020, lors de la première journée de la saison 2020-2021 contre le RC Lens. Il entre en jeu à la place de Kasper Dolberg lors de ce match remporté par les Aiglons (2-1),. 
Le 30 septembre 2020, il est prêté au FC Lausanne-Sport comme plusieurs autres jeunes joueurs niçois. Dès son premier match pour Lausanne, le 3 octobre 2020 face au FC Zurich, il se fait remarquer en inscrivant son premier but en professionnel et pour le club, quelques minutes après son entrée en jeu (4-0 pour Lausanne),. Le 9 mai 2021, il se distingue à nouveau face au FC Zurich en championnat, en marquant un but du talon droit (aile de pigeon). Ce but permet à son équipe d'égaliser et d'obtenir le point du match nul (2-2). Il inscrit sept buts et est également auteur de cinq passes décisives durant sa saison en Suisse.
Il est de retour à l'OGC Nice à la fin de son prêt et prolonge son contrat avec les Aiglons le 27 juillet 2021, étant alors lié au club jusqu'en juin 2026.
Le 9 juillet 2022, Evann Guessand est prêté sans option d'achat au FC Nantes pour une année. Guessand inscrit son premier but pour Nantes le 28 août 2022, lors d'une rencontre de championnat face au Toulouse FC. Il est titularisé et participe à la victoire de son équipe par trois buts à un. Sa saison nantaise se solde par cinq buts et deux passes décisives.
En début de saison 2024-2025, Guessand est le joueur de champ le plus utilisé de l'effectif de l'OGC Nice grâce à ses progrès et en l'absence pour blessures de Terem Moffi et Gaëtan Laborde. Il est auteur de trois buts lors des sept premiers matchs de championnat. Il est moins en forme au printemps 2025, ce qui se vérifie par un recul de ses statistiques. Il commence alors certains matchs de championnat sur le banc des remplaçants.
À l'été 2025, Guessand, joueur ayant disputé un total de 109 matchs avec l'OGC Nice pour 21 buts inscrits, est sollicité par plusieurs clubs. Il refuse un contrat de quatre saisons à 8,6 millions d'euros de salaire net annuel avec le club saoudien de Neom SC et rejoint le club anglais d'Aston Villa contre une indemnité de transfert estimée à 35 millions d'euros en faveur de l'OGC Nice, bonus potentiels inclus,.

### En sélection
Binational franco-ivoirien,, Evann Guessand représente le pays où il est né dans les équipes de jeunes, la France. Il compte notamment deux sélections avec les moins de 17 ans, toutes deux obtenues en 2018.
Avec les moins de 19 ans il joue quatre matchs dont une seule titularisations. Tous en 2019.
En juin 2024, Evann Guessand est convoqué pour la première fois avec l'équipe nationale de Côte d'Ivoire par le sélectionneur Emerse Faé. Il honore sa première sélection avec les éléphant lors de ce rassemblement, le 11 juin 2024, contre le Kenya. Il entre en jeu et les deux équipes se neutralisent (0-0).

## Statistiques
| Saison                | Club                     | Championnat           | Championnat | Championnat | Championnat | Coupe(s) nationale(s) | Coupe(s) nationale(s) | Coupe(s) nationale(s) | Supercoupe | Supercoupe | Supercoupe | Compétition(s) continentale(s) | Compétition(s) continentale(s) | Compétition(s) continentale(s) | Compétition(s) continentale(s) | Total | Total | Total |
| Saison                | Club                     | Division              | M.          | B.          | P.d.        | M.                    | B.                    | P.d.                  | M.         | B.         | P.d.       | Comp.                          | M.                             | B.                             | P.d.                           | M.    | B.    | P.d.  |
| 2019-2020             | OGC Nice                 | Ligue 1               | -           | -           | -           | 1                     | 0                     | 0                     | -          | -          | -          | -                              | -                              | -                              | -                              | 1     | 0     | 0     |
| 2020-2021             | OGC Nice                 | Ligue 1               | 3           | 0           | 0           | -                     | -                     | -                     | -          | -          | -          | -                              | -                              | -                              | -                              | 3     | 0     | 0     |
| 2021-2022             | OGC Nice                 | Ligue 1               | 20          | 1           | 3           | 5                     | 0                     | 0                     | -          | -          | -          | -                              | -                              | -                              | -                              | 25    | 1     | 3     |
| 2023-2024             | OGC Nice                 | Ligue 1               | 34          | 6           | 2           | 4                     | 1                     | 0                     | -          | -          | -          | -                              | -                              | -                              | -                              | 38    | 7     | 2     |
| 2024-2025             | OGC Nice                 | Ligue 1               | 33          | 12          | 8           | 2                     | 0                     | 1                     | -          | -          | -          | C3                             | 7                              | 1                              | 0                              | 42    | 13    | 9     |
| Sous-total            | Sous-total               | Sous-total            | 90          | 19          | 13          | 12                    | 1                     | 1                     | -          | -          | -          | -                              | 7                              | 1                              | 0                              | 109   | 21    | 14    |
| 2020-2021             | FC Lausanne-Sport (prêt) | Super League          | 34          | 7           | 5           | 1                     | 0                     | 0                     | -          | -          | -          | -                              | -                              | -                              | -                              | 35    | 7     | 5     |
| 2022-2023             | FC Nantes (prêt)         | Ligue 1               | 30          | 3           | 2           | 5                     | 1                     | 0                     | 1          | 0          | 0          | C3                             | 8                              | 1                              | 0                              | 44    | 5     | 2     |
| 2025-2026             | Aston Villa              | Premier League        | -           | -           | -           | -                     | -                     | -                     | -          | -          | -          | -                              | -                              | -                              | -                              | 0     | 0     | 0     |
| Total sur la carrière | Total sur la carrière    | Total sur la carrière | 154         | 29          | 20          | 18                    | 2                     | 1                     | 1          | 0          | 0          | -                              | 15                             | 2                              | 0                              | 188   | 33    | 21    |

### En sélection nationale
| Saison                | Sélection             | Phases finales        | Phases finales | Phases finales | Phases finales | Éliminatoires | Éliminatoires | Éliminatoires | Matchs amicaux | Matchs amicaux | Matchs amicaux | Total | Total | Total |
| Saison                | Sélection             | Compétition           | M              | B              | Pd             | M             | B             | Pd            | M              | B              | Pd             | M     | B     | Pd    |
| --------------------- | --------------------- | --------------------- | -------------- | -------------- | -------------- | ------------- | ------------- | ------------- | -------------- | -------------- | -------------- | ----- | ----- | ----- |
| 2023-2024             | Côte d'Ivoire         | -                     | -              | -              | -              | 1             | 0             | 0             | -              | -              | -              | 1     | 0     | 0     |
| 2024-2025             | Côte d'Ivoire         | -                     | -              | -              | -              | 7             | 1             | 0             | 2              | 0              | 0              | 9     | 1     | 0     |
| Total sur la carrière | Total sur la carrière | Total sur la carrière | -              | -              | -              | 8             | 1             | 0             | 2              | 0              | 0              | 10    | 1     | 0     |

## Palmarès
Evann Guessand est finaliste de la Coupe de France en 2022 avec l'OGC Nice.
Avec le FC Nantes, il est finaliste du Trophée des champions en 2022.

## Distinctions individuelles
- 2025 : Nommé pour le Prix Marc-Vivien Foé 2025[26].